# チュアム
チュアム (英語: Tuam、アイルランド語: Tuaimトゥアム)はアイルランド共和国ゴールウェイ県にある町。アイルランド中西部、ゴールウェイ市の北に位置する。ゲール族の伝統スポーツが盛んで、1960年代に全アイルランドシニアフットボール選手権で3連続の優勝を果たしている。
チュアムの住民はこの町は世界一小さな市と主張している。この主張はチュアムの町に大聖堂があり、以前は大聖堂があれば市と認められていたという事を主な根拠としている。公式にはチュアムは市ではなく町である。
この町の出身者で有名なのがソー･ドクターズというフォークロックバンドで、彼らのN17という曲はこの町を通るN17道路を歌ったものである。
南北戦争時の軍人リチャード・W・ダウリングもこの町の出身である。サビーネパスの戦いで彼はたった47人の兵士と6つの大砲だけで2千人のアメリカ連合国軍を追い返した。
リムリックとスライゴの間に廃線となった鉄道（Western Railway Corridor）がこの町にはあり、復活させる計画がある。
St. Patrick's College（元修道学校）やSt Jarlath's Collegeといった教育施設があり、St Jarlath'sの200周年記念誌（ISBN 0-9536978-0-0）が1999年ジョン・カニンガムにより書かれた。
1920年7月、IRAの兵士が町の近くでRIC（王立アイルランド警察隊）の隊員2名を待ち伏せして殺害した報復として、次の日町の会館などの建物が武装したRICにより焼かれたことがある。
2003年、チュアム町長にマーティン・ワードが就任した。アイルランド流浪民（ジプシーとも違う民族）がアイルランドで首長となったのはこれが初めてである。
2025年、かつて町に存在した母子収容施設の発掘調査が始まった。施設は、20世紀に未婚の母に罰を科する目的で設置されていた施設で、汚水槽に乳幼児数百人の遺骨が埋まっているとみられている。